# 田上自動車学校 (鹿児島県)
株式会社田上自動車学校（たがみじどうしゃがっこう）は、鹿児島県鹿児島市田上四丁目にある自動車教習所を運営する企業である。ハニ交通グループの一つである。

## 取得可能免許
全ての運転免許を取得できる
第一種運転免許
- 大型自動車第一種
- 中型自動車第一種
- 普通自動車第一種
- 大型特殊自動車
- けん引
- 大型自動二輪車
- 普通自動二輪車
- 小型自動二輪車

第二種運転免許
- 大型自動車第二種
- 中型自動車第二種
- 普通自動車第二種

## 教習車種
普通車
- BMW・3シリーズ、BMW・5シリーズ、BMW・Z3、日産・GT-R、トヨタ・プリウス、光岡・ガリュー、三菱・ランサー、トヨタ・コンフォート

二輪車
- ホンダ・CB750FOUR

## 交通アクセス
- 鹿児島市電神田電停から徒歩30分
- 鹿児島市営バス3番線・23番線・鹿児島交通バス11番線・17番線・18番線・19番線・20番線・25番線「前ヶ迫」バス停より徒歩3分